# Еравур-2B
Грама Ніладхарі Еравур-2B (№ 191B) — Грама Ніладхарі підрозділу ОС Еравур-Таун, округ Баттікалоа, Східна провінція, Шрі-Ланка.

## Демографія
| Населення (2007) | Населення (2007) | Населення (2007) | Населення (2007) | Населення (2007) |
| Населення        | Чоловіки         | Жінки            | Діти             | Дорослі          |
| ---------------- | ---------------- | ---------------- | ---------------- | ---------------- |
| 1014             | 524              | 490              | 410              | 604              |